# Portes ouvertes (film)
Pour les articles homonymes, voir Portes ouvertes.
Pour plus de détails, voir Fiche technique et Distribution.
Portes ouvertes (Porte aperte) est un film de procès italien réalisé par Gianni Amelio, sorti en 1990. 
Le film a remporté le David di Donatello du meilleur film.

## Synopsis
En 1937, à Palerme, le juge Vitto di Francesco va, d'abord confusément puis de plus en plus ouvertement, défendre contre la cour et contre lui-même Tomaso Scalia, coupable de trois crimes et qui se résigne à la sentence inéluctable. 

## Fiche technique
- Titre : Portes ouvertes
- Titre original : Porte aperte
- Réalisation : Gianni Amelio
- Scénario : Gianni Amelio, Alessandro Sermoneta et Vincenzo Cerami d'après le roman de Leonardo Sciascia
- Production : Conchita Airoldi et Dino Di Dionisio et Angelo Rizzoli Jr.
- Musique : Franco Piersanti
- Photo : Tonino Nardi
- Pays de production :  Italie
- Langue : Italien
- Genre : Film dramatique
- Durée : 108 minutes
- Date de sortie :  1990

## Distribution
- Gian Maria Volonté : Juge Vito Di Francesco
- Ennio Fantastichini : Tommaso Scalia
- Renato Carpentieri : Consolo
- Tuccio Musumeci : Spatafora
- Silverio Blasi : Attorney
- Vitalba Andrea : Rosa Scalia
- Lydia Alfonsi

## Récompenses
- 35e cérémonie des David di Donatello :
  - Meilleur film,
  - Meilleur acteur pour Gian Maria Volonté,
  - Meilleur créateur de costumes pour Gianna Gissi.
- prix Sergio-Leone au Festival du film italien d'Annecy.